# Rudolf Reppert
Rudolf Artur Reppert (* 1. Juni 1881 im St. Johann; † 24. April 1968 in Bad Honnef) war ein deutscher Chemiker, Unternehmer und Politiker der NSDAP.

## Leben
Rudolf Reppert wuchs in einer Unternehmensfamilie auf, die seit dem 17. Jahrhundert Glashütten betrieb. Nach dem Besuch der Volksschule schloss er auch die Oberrealschule in Saarbrücken ab und studierte anschließend Chemie, Hüttenkunde, Geologie, Volkswirtschaft und Philosophie an Hochschulen und Universitäten in München, Halle  und Berlin. In München wurde er 1903 mit Friedrich Frankenbach im Corps Isaria aktiv. 1907 wurde er in Halle zum Dr. phil. promoviert. Anschließend ging er als Assistent an die Technische Hochschule Charlottenburg. 1909 trat er in das Syndikat der Vereinigten Flaschenhütten Saarbrücken ein und wurde Prokurist. Anschließend folgten Tätigkeiten als Direktor für die Glashütte L. Reppert Sohn in Friedrichsthal/Saar sowie in der Oldenburgischen Glashütte AG, die 1913 die Glashütte aufkaufte.
1914 nahm er am Ersten Weltkrieg als Offizier teil, wurde jedoch am 11. November 1914 schwer verletzt und galt als 60 % kriegsbeschädigt. Den Rest des Ersten Weltkriegs verbrachte er daher als Referent der Abteilung Handel und Gewerbe in Belgien. Ab 1921 arbeitete er für die Hugo Stinnes GmbH und wirkte am Aufbau der modernsten Glaswerkstätte Europas mit. Er war von April 1924 bis April 1933 Generalvertreter der Glaswerke Ruhr AG in Essen-Karnap.
Zum 1. August 1930 trat er in die NSDAP ein (Mitgliedsnummer 356.715) und wurde so der erste Nationalsozialist von Rheinbreitbach sowie dortiger Ortsgruppen- und Stützpunktleiter. Im November 1933 übernahm er das Amt des Kreisleiters von Neuwied-Nord. Dieses Amt gab er 1933 auf, und wurde, letztlich bis Kriegsende 1945, Landrat des Kreises Neuwied. Zusätzlich war er zur Zeit des Nationalsozialismus Oberfeldführer des Deutschen Roten Kreuzes und im Gau Koblenz-Trier von November 1931 bis 1940 Gaufachberater sowie danach Gauamtsleiter für Technik. Des Weiteren war er örtlicher Vorsitzender des Ehrenhofes der NSKOV.
Nach Kriegsende wurde Reppert interniert und zunächst im Entnazifizierungsverfahren als Belasteter eingestuft. Es folgten weitere Säuberungsurteile mit jeweiliger Revision. Am 28. Oktober 1949 wurde er von der Spruchkammer Koblenz als „Minderbelasteter“ eingestuft, so dass sein Ruhegehalt als Landrat lediglich um 10 % gekürzt wurde. Das weitere Berufungsverfahren endete mit der Einstellung des Verfahrens.

## Werke
- Geschichte der Glashütte Reppert. Bonn 1920.